# Onychogomphus flexuosus
Onychogomphus flexuosus är en trollsländeart som först beskrevs av Schneider 1845.  Onychogomphus flexuosus ingår i släktet Onychogomphus och familjen flodtrollsländor. Inga underarter finns listade i Catalogue of Life.